# جيمي أور
جيمي أور (بالإنجليزية: Jimmy Orr)‏ هو لاعب كرة قدم أمريكية أمريكي، ولد في 4 أكتوبر 1935 في سينيكا في الولايات المتحدة.

## وصلات خارجية
- جيمي أور على موقع مرجع كرة القدم المحترفة.كوم (الإنجليزية)
- جيمي أور على موقع قاعة جورجيا للمشاهير الرياضية (مؤرشف) (الإنجليزية)